# One Liberty Place
Le One Liberty Place (littéralement : 1, place de la Liberté) est un gratte-ciel de bureaux situé à Philadelphie (Pennsylvanie), aux États-Unis.

## Description
Au palmarès de la hauteur, le One Liberty Place est actuellement le deuxième immeuble de Philadelphie et de Pennsylvanie. Seul le Comcast Center, construit en 2008, le dépasse avec ses 297 mètres. Le bâtiment est reconnaissable à sa couleur bleutée et à la forme de sa pointe inspirée par celle du Chrysler Building à New York.
Un autre gratte-ciel similaire (sans antenne et de taille légèrement inférieure) a été construit en même temps à côté et achevé en 1990 : le Two Liberty Place (258 m). Les deux bâtiments forment un complexe relié par la Liberty Place, une grande galerie marchande comprenant 70 magasins.
Le bâtiment a été vendu à Philadelphia Liberty Property, L.P pour 185 millions de dollars, sans compter les 28,2 millions pour le terrain. CIGNA, une grande compagnie d'assurance aux États-Unis a son siège social dans ce bâtiment.

## « La malédiction de William Penn »
Le One Liberty Place est le premier bâtiment à rompre la règle tacite de Philadelphie qui interdit de construire des bâtiments plus hauts que la statue de William Penn (167 m), le fondateur de la ville, située sur l'hôtel de ville construit en 1901. Aujourd'hui de nombreux bâtiments dérogent à cette règle. Cependant le bâtiment ne gêne pas la vue de la statue de William Penn qui regarde vers le Delaware, à l'est alors que le bâtiment est dans son dos, vers l'ouest.
Pour les habitants de Philadelphie, avoir rompu cet agrément qui veut que William Penn domine la ville est la cause des malheurs des équipes sportives de Philadelphie depuis le début de la construction du bâtiment (1984). La dernière victoire dans un championnat majeur remonte à 1983, année précédée d'une série de succès sportifs.
Cette croyance a fait l'objet d'un film en 2006 : The Curse of William Penn.